# Juan Vicente Martínez Quelle
Juan Vicente Martínez Quelle (Ferrol, Galicia; 26 de enero de 1875 - Ferrol, agosto de 1942) fue un periodista y escritor español.

## Trayectoria
Emigra a Cuba el 24 de junio de 1908 cómo marinero de la corbeta Nautilus. Desertó y se instaló en La Habana donde trabajó cómo periodista. Fue redactor de Airiños d'a Miña Terra y en 1910 fue nombrado representante de la revista Suevia en La Habana. En 1913 fundó Labor Gallega. En 1919 fue redactor del periódico La Nación. Tradujo para el Diario de la Marina la obra de Castelao Un ollo de vidrio. En 1922 fue director del semanario España. Publicó cuentos en El Industrial. En julio de 1925 asumió la dirección de la colección popular La Novela. También fue letrista de canciones.
En 1931 retornó a Galicia, instándose en Ferrol. Militó en el Partido Republicano Radical Socialista, fue redactor de El Correo Gallego y dirigió la revista Labor Gallega. 

## Obras
En 1924 fue incluido en la antología poética Los argonautas, en la que aparecían los principales poetas cubanos del momento. Publicó en 1929 el libro de memorias De mis viajes. Relato anecdótico y descriptivo.